# Nimule
Nimule è un centro abitato sudsudanese di 45 000 abitanti (stima 2006), situato nei pressi del confine meridionale del Sudan del Sud, nella contea di Magwi, nell'Equatoria orientale. Si trova a circa 200 chilometri a sud-est di Giuba (la capitale del Sud Sudan), lungo la via che collega quest'ultima alla città di Gulu in Uganda.
| Controllo di autorità | VIAF (EN) 5144648158031325440 · BNF (FR) cb131912879 (data) |